# نفس‌اوجایی
تنفس اوجایی (Ujjayi breathing) یک تکنیک تنفسی است که در انواع تمرینات یوگا به کار می‌رود. در رابطه با یوگا، گاهی به آن «نفس اقیانوس» می‌گویند. برخلاف برخی از اشکال دیگر پرانایاما، نفس اوجایی معمولاً همراه با تمرین آسانا در برخی از سبک‌های یوگا به عنوان ورزش، مانند Ashtanga Vinyasa Yoga انجام می‌شود.
اوجایی یک تنفس دیافراگمی است که ابتدا قسمت پایین شکم را پر می‌کند (گفته می‌شود چاکرای اول و دوم را فعال می‌کند)، به سمت قفسه سینه پایین می‌رود (که گفته می‌شود مربوط به چاکرای سوم و چهارم است) و در نهایت به سمت بالای سینه و گلو حرکت می‌کند. .
دم و بازدم هر دو از طریق بینی انجام می‌شود. «صدای اقیانوس» با حرکت گلوت در هنگام عبور هوا به داخل و خارج ایجاد می‌شود. همان‌طور که مجرای گلو باریک می‌شود، راه هوایی نیز تنگ می‌شود، عبور هوا از طریق آن صدای «عجله» ایجاد می‌کند. طول و سرعت نفس توسط دیافراگم کنترل می‌شود. مدت زمان دم و بازدم مساوی است و به گونه ای کنترل می‌شود که باعث ناراحتی تمرین کننده نشود.

## لغات
"Ujjayi" از پیشوند سانسکریت "ud" (उद्) که به آن اضافه شده‌است و ریشه "ji" (जि): "ujji" (उज्जि) به معنای "پیروز شدن" می‌آید. Ujjayi (उज्जायी)، بنابراین به معنای «کسی که پیروز است». نفس اوجی به معنای «نفس پیروز» است.

## فواید
یک تنفس متعادل کننده و آرام بخش است که باعث افزایش اکسیژن و ایجاد گرمای درونی بدن می‌شود. خون را تصفیه نموده و در زمانهایی که نیاز به شجاعت و جسارت داریم بکار می‌آید.